# Argyrosaurus superbus
Argyrosaurus superbus ("superb silverödla") är en art av dinosaurier som tillhör släktet Argyrosarus, en växtätande sauropod som levde i det som idag är Argentina och Uruguay, Sydamerika, under Kritaperioden (campanian- till maastrichtepokerna mellan 83 och 64 miljoner år sedan). Just därför att Argyrosaurus hittats på Sydamerika är man rätt säker på att den tillhörde familjen Titanosauria. Bland nära släktingar kan nämnas Argentinosaurus, Andesaurus och Titanosaurus.

## Fyndort
Argyrosaurus har hittats i Castillo-, Bajo Barreal- och Laguna Palacios-formationerna i Chubut, samt i Bajo Barreal-formationen i Santa Cruz, Argentina. Dessutom har fossil hittats i Asencio-formationen i Uruguay.

## Namngivning
Typarten, A. superbus, beskrevs av Richard Lydekker år 1893, men beskrivningen omfattade enbart på ett enormt framben och -fot. Namnet kommer från de grekiska orden αργυρος/argyros, som betyder 'silver', samt σαυρος/saurus, som betyder 'ödla' eller 'reptil'. Detta hänvisar till att Argentina ibland kallas för Silverlandet. Hela artnamnet betyder 'superb silverödla'.

## Beskrivning
Fynd efter Argyrosaurus består av framben, ryggkotor, fragment efter lårben samt ett par överarmsben (ett av dem tillhördande ett ungdjur). Argyrosaurus var troligen ett robust och tungt djur, vilket skiljer den från många andra titanosaurier. Även om djurets storlek är osäker anser många forskare att den är ett av de största landdjur vetenskapen känner till. Med en trolig längd på 30-35 meter, kanske upp till 40 meter, en höjd på 8 meter och en vikt på ca 80 ton var Argyrosaurus nästan lika stor som Argentinosaurus (världens hittills största vetenskapligt beskrivna dinosaurie) och storleksmässigt jämförbar med Andesaurus och Paralititan (ytterligare en jättelik titanosaurid).
Som alla andra sauropoder gick Argyrosaurus på alla fyra och hade en lång hals och svans. Allt tyder också på att den som andra sauropoder levde i flock. Trots sin storlek blev djuren troligen ändå jagade av enorma theropoder som Giganotosaurus eller Mapusaurus.